# Minimum-Maximum DVD
Minimum Maximum DVD este un set cu două DVD-uri, creat chiar de Kraftwerk, ce conține performanțe live din timpul turneului lor mondial din 2004. Setul a fost lansat de casa de discuri EMI în Germania pe 2 decembrie 2005, în Marea Britanie pe 5 decembrie 2005, și pe 6 decembrie 2005 în SUA, Japonia și Australia. În SUA, setul a fost lansat de casa de discuri Astralwerks.

## Lista melodiilor

### DVD 1
1. Meine Damen Und Herren / Doamnelor și Domnilor - 0:35
2. Die Mensch Maschine - 7:54
3. Planet Der Visionen - 4:46
4. Tour de France '03 - 10:40
5. Vitamin - 6:42
6. Tour de France - 6:18
7. Autobahn - 8:52
8. Das Modell - 3:42
9. Neon Licht - 5:52
10. Radioaktivitat - 7:41
11. Trans Europa Express - 9:38

### DVD 2
1. Nummern - 4:33
2. Computer Welt - 2:55
3. Heim Computer - 5:55
4. Taschenrechner / Dentaku - 6:14
5. Die Roboter - 7:23
6. Elektro Kardiogramm - 4:42
7. Aero Dynamik - 7:13
8. Musik Non-Stop - 9:49
9. Aero Dynamik @ MTV - 3:48